# IEEE 802.11af
IEEE 802.11af és una modificació de l'estàndard 802.11 per WLAN desenvolupat pel grup de treball 11 del comitè d'estàndards LAN/MAN del IEEE (IEEE 802), que utilitza les bandes blanques o lliures que no empra el servei de televisió, entre les freqüències de 54 i 790 MHz. En ser unes freqüències molt més baixes que l'actual Wi-Fi (2,4 GHz), l'abast augmenta molt (~1000 m). IEEE 802.11af fou ratificat el febrer del 2014.

## Capa física

### Modulació, banda
Presenta una modulació de Multiplexatge per divisió ortogonal de freqüència (OFDM)
La banda de freqüència va de 54 a 790 MHz. En bandes amb llicència.
Abast molt més gran que l'actual Wi-Fi (2,4 GHz), ~1000 m

### Taxa de bits
| Taxa de bits teòrica per canal espaial (en Mbit/s) | Taxa de bits teòrica per canal espaial (en Mbit/s) | Taxa de bits teòrica per canal espaial (en Mbit/s) | Taxa de bits teòrica per canal espaial (en Mbit/s) | Taxa de bits teòrica per canal espaial (en Mbit/s) | Taxa de bits teòrica per canal espaial (en Mbit/s) | Taxa de bits teòrica per canal espaial (en Mbit/s) |
| MCS index                                          | Tipus de Modulació                                 | Taxa de Codificació                                | Canals de 6 i 7 MHz                                | Canals de 6 i 7 MHz                                | Canals de 8 MHz                                    | Canals de 8 MHz                                    |
| MCS index                                          | Tipus de Modulació                                 | Taxa de Codificació                                | 6 µs GI (*)                                        | 3 µs GI                                            | 4.5 µs GI                                          | 2.25 µs GI                                         |
| -------------------------------------------------- | -------------------------------------------------- | -------------------------------------------------- | -------------------------------------------------- | -------------------------------------------------- | -------------------------------------------------- | -------------------------------------------------- |
| 0                                                  | BPSK                                               | 1/2                                                | 1.8                                                | 2.0                                                | 2.4                                                | 2.7                                                |
| 1                                                  | QPSK                                               | 1/2                                                | 3.6                                                | 4.0                                                | 4.8                                                | 5.3                                                |
| 2                                                  | QPSK                                               | 3/4                                                | 5.4                                                | 6.0                                                | 7.2                                                | 8.0                                                |
| 3                                                  | 16-QAM                                             | 1/2                                                | 7.2                                                | 8.0                                                | 9.6                                                | 10.7                                               |
| 4                                                  | 16-QAM                                             | 3/4                                                | 10.8                                               | 12.0                                               | 14.4                                               | 16.0                                               |
| 5                                                  | 64-QAM                                             | 2/3                                                | 14.4                                               | 16.0                                               | 19.2                                               | 21.3                                               |
| 6                                                  | 64-QAM                                             | 3/4                                                | 16.2                                               | 18.0                                               | 21.6                                               | 24.0                                               |
| 7                                                  | 64-QAM                                             | 5/6                                                | 18.0                                               | 20.0                                               | 24.0                                               | 26.7                                               |
| 8                                                  | 256-QAM                                            | 3/4                                                | 21.6                                               | 24.0                                               | 28.8                                               | 32.0                                               |
| 9                                                  | 256-QAM                                            | 5/6                                                | 24.0                                               | 26.7                                               | 32.0                                               | 35.6                                               |

(*) GI = Interval de guarda

## Comparativa respecte IEEE 802.11ah
IEEE 802.11ah també empra bandes per sota 1 GHz però són bandes sense llicència.